# Обри, Грэм

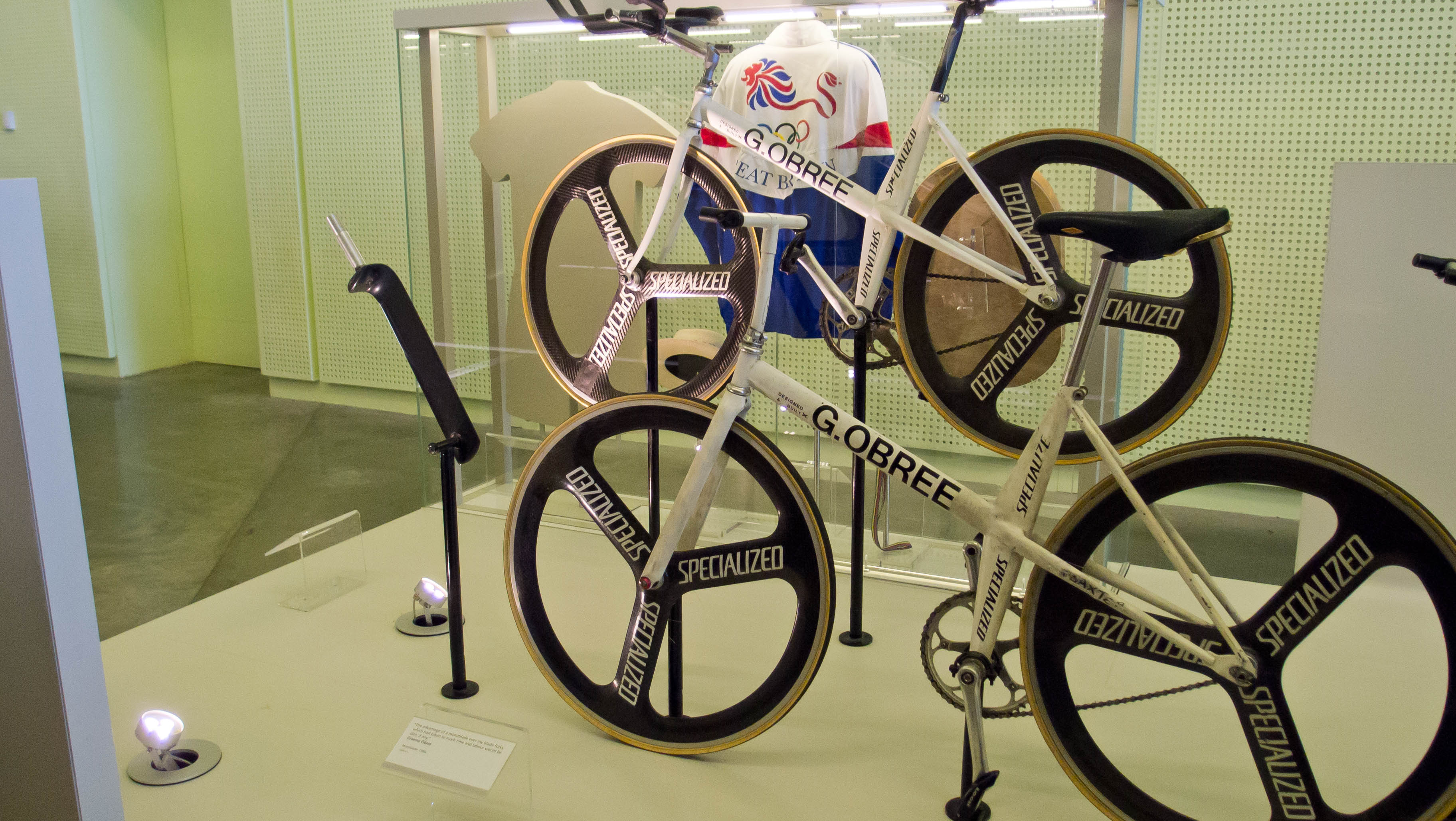
Велосипед для установления часового рекорда

Грэм Обри (англ. Graeme Obree; род. 11 сентября 1965, в Нанитоне, Великобритания) — британский профессиональный трековый велогонщик, по прозвищу Летучий шотландец (англ. Flying Scotsman). Дважды устанавливал мировой рекорд в часовой гонке (51.596 км — в июле 1993 года, 52.713 км — в апреле 1994 года). Двукратный чемпион мира на треке в индивидуальной гонке преследования на 4000 метров в 1993 и 1995 годах.
Является инноватором в конструкции велосипедов, а также в посадке велосипедиста.
В марте 2010 года введен в Шотландский Зал Славы велоспорта

## Велосипед
Обри сам разработал конструкцию велосипеда для установки мирового рекорда в часовой гонке. Он отказался от традиционного руля-«барана», использовав вместо него прямой руль. При этом он расположил его ближе к седлу, в результате чего руки находились под грудью прижатыми к корпусу, как у лыжника. Подшипники для осей он позаимствовал от стиральной машины со скоростью отжима 1200 оборотов в минуту. Позднее Обри сожалел, что рассказал об эксперименте с подшипниками, так как журналисты первым делом уделяли внимание этому факту, а не достижениям или другим инновациям.
Обри назвал новый велосипед Old Faithful. На нём была установлена узкая каретка, чтобы ноги крутили педали, находясь как можно ближе друг к другу, в более «естественной» позиции, как считал Обри. Идеальным расстояние между шатунами он считал равным «одному банану». Рама не имела верхней трубы, что обеспечивало беспрепятственное движение коленям. нижние перья рамы располагались под углом к земле, что позволяло не задевать их шатунам при узкой каретке. У вилки было только одно перо, выполненное максимально узким.

## Установление рекорда
Первую попытку побить рекорд Франческо Мозера Обри предпринял 16 июля 1993 года на «Велодроме» в Норвегии. Однако, он «не доехал» почти километр. Грэм Обри арендовал трассу на 24 часа и решил вернуться на следующий день.
17 июля 1993 года Обри установил новый мировой рекорд в часовой гонке — 51,596 км, опередив рекорд Мозера (51,151 км) на 445 метров. Однако уже через 6 дней его побил Крис Бордман, опередивший Обри на 674 метра на велотреке в Бордо. 27 апреля 1994 года на том же треке Обри улучшил достижение Бордмана, проехав за час  52,713 км.

## Фильм
В 2006 году вышел биографический фильм-драма «Летучий шотландец» (англ. The Flying Scotsman), охватывающий его период жизни когда он установил, потерял и снова установил мировой рекорд часовой езды. Режиссёр фильма выступил Дуглас Макиннон, в роли Обри снялся Джонни Ли Миллер.